# 秦邑
秦邑又称秦亭、秦，是秦国最早的都邑:57，在今甘肃省天水市境内。具体所在有争议:63。
秦邑（秦）为秦国立国之君非子的封地。当代研究者指出“秦”这一地名，在非子受封前即有。“秦”字源于“黍”，是“黍”生产加工的最后一道工序。与甘肃省天水市秦安县的大地湾文化相关，后演化为地名:58—59。
秦莊公时，都邑为西犬丘，在今陇南市礼县:57。汉朝，秦邑（秦亭）之地属陇县。曹魏时，陇县并入清水县。学界一般认为秦邑在今天水市境内，具体所在，有两种说法，一是今清水县县城附近，一是张家川回族自治县张家川镇瓦泉村沙楞子:63。秦安县大地湾文化遗址，位于秦邑（张家川镇瓦泉村）以西约30公里处:58。